# آوی‌الاینس
آوی‌الاینس (انگلیسی: AviAlliance) شرکت ترابری آلمانی است، که در سال ۱۹۹۷ تأسیس شد.